# American Hockey League 1984-1985
La stagione 1984-1985 è stata la 49ª edizione della American Hockey League, la più importante lega minore nordamericana di hockey su ghiaccio. Il calendario della stagione regolare fu composto da 80 partite. La stagione vide al via tredici formazioni e al termine dei playoff i Sherbrooke Canadiens conquistarono la loro prima Calder Cup sconfiggendo i Baltimore Skipjacks 4-2.

## Modifiche
- Gli Sherbrooke Jets cessarono le proprie attività.
- I Nova Scotia Voyageurs si trasferirono proprio a Sherbrooke divenendo gli Sherbrooke Canadiens.
- Nella North Division nacquero i Nova Scotia Oilers, formazione canadese di Halifax.
- I Moncton Alpines cambiarono il proprio nome in Moncton Golden Flames.

## Stagione regolare

### Classifiche
North Division
|  | Pos. | Squadra              | Pt | G  | V  | S  | N  | GF  | GS  | DR  |
|  | ---- | -------------------- | -- | -- | -- | -- | -- | --- | --- | --- |
|  | 1.   | Maine Mariners       | 86 | 80 | 38 | 32 | 10 | 296 | 266 | +30 |
|  | 2.   | Fredericton Express  | 80 | 80 | 36 | 36 | 8  | 279 | 301 | -22 |
|  | 3.   | Sherbrooke Canadiens | 79 | 80 | 37 | 38 | 5  | 323 | 329 | -6  |
|  | 4.   | Nova Scotia Oilers   | 79 | 80 | 36 | 37 | 7  | 292 | 295 | -3  |
|  | 5.   | Adirondack R. Wings  | 78 | 80 | 35 | 37 | 8  | 290 | 336 | -46 |
|  | 6.   | Golden Flames        | 72 | 80 | 32 | 40 | 8  | 291 | 300 | -9  |

South Division
|  | Pos. | Squadra               | Pt  | G  | V  | S  | N  | GF  | GS  | DR   |
|  | ---- | --------------------- | --- | -- | -- | -- | -- | --- | --- | ---- |
|  | 1.   | Binghamton Whalers    | 112 | 80 | 52 | 20 | 8  | 388 | 265 | +123 |
|  | 2.   | Baltimore Skipjacks   | 98  | 80 | 45 | 27 | 8  | 326 | 252 | +74  |
|  | 3.   | Rochester Americans   | 93  | 80 | 40 | 27 | 13 | 333 | 301 | +32  |
|  | 4.   | Springfield Indians   | 76  | 80 | 36 | 40 | 4  | 322 | 326 | -4   |
|  | 5.   | New Haven Nighthawks  | 70  | 80 | 31 | 41 | 8  | 315 | 341 | -26  |
|  | 6.   | Hershey Bears         | 63  | 80 | 26 | 43 | 11 | 315 | 339 | -24  |
|  | 7.   | St. Catharines Saints | 54  | 80 | 24 | 50 | 6  | 272 | 391 | -119 |

Legenda:

      Ammesse ai Playoff
Note:

Due punti a vittoria, un punto a pareggio, zero a sconfitta.

### Statistiche
Classifica marcatori
| Giocatore      | Squadra               | PG | Gol | Assist | Punti |
| -------------- | --------------------- | -- | --- | ------ | ----- |
| Paul Gardner   | Binghamton Whalers    | 64 | 51  | 79     | 130   |
| Claude Verret  | Rochester Americans   | 76 | 40  | 53     | 93    |
| Pierre Rioux   | Golden Flames         | 69 | 25  | 66     | 91    |
| Steve Thomas   | St. Catharines Saints | 64 | 42  | 48     | 90    |
| Bruce Eakin    | Golden Flames         | 78 | 35  | 48     | 83    |
| Larry Floyd    | Maine Mariners        | 72 | 30  | 51     | 81    |
| Claude Larose  | Sherbrooke Canadiens  | 77 | 36  | 43     | 79    |
| Serge Boisvert | Sherbrooke Canadiens  | 63 | 38  | 41     | 79    |
| Ray Cote       | Nova Scotia Oilers    | 79 | 36  | 43     | 79    |
| Mike Siltala   | Binghamton Whalers    | 75 | 42  | 36     | 78    |
|                |                       |    |     |        |       |

Classifica portieri
| Giocatore          | Squadra             | PG | MGS  |  |
| ------------------ | ------------------- | -- | ---- |  |
| Jon Casey          | Fredericton Express | 46 | 2.63 |  |
| Peter Sidorkiewicz | Binghamton Whalers  | 45 | 3.05 |  |
| Sam St. Laurent    | Maine Mariners      | 55 | 3.11 |  |
| Mike Sands         | Springfield Indians | 46 | 3.24 |  |
| Bob Mason          | Binghamton Whalers  | 20 | 3.31 |  |
| Shawn MacKenzie    | Maine Mariners      | 24 | 3.35 |  |
| Marc D'Amour       | Golden Flames       | 37 | 3.36 |  |
| Mike Zanier        | Nova Scotia Oilers  | 44 | 3.45 |  |
| Michel Dion        | Rochester Americans | 21 | 3.49 |  |
| Clint Malarchuk    | Fredericton Express | 56 | 3.55 |  |
|                    |                     |    |      |  |

## Playoff
|  | Primo turno | Primo turno          | Primo turno          |                     |                     | Semifinali         | Semifinali | Semifinali |  |  | Calder Cup | Calder Cup           | Calder Cup |
|  |             |                      |                      |                     |                     |                    |            |            |  |  |            |                      |            |
|  | N1          | Maine Mariners       | 4                    |                     |                     |                    |            |            |  |  |            |                      |            |
|  | N4          | Nova Scotia Oilers   | 2                    |                     |                     |                    |            |            |  |  |            |                      |            |
|  | N4          | Nova Scotia Oilers   | 2                    |                     | N1                  | Maine Mariners     | 1          |            |  |  |            |                      |            |
|  |             |                      |                      |                     | N1                  | Maine Mariners     | 1          |            |  |  |            |                      |            |
|  |             | N3                   | Sherbrooke Canadiens | 4                   |                     |                    |            |            |  |  |            |                      |            |
|  | N2          | N3                   | Sherbrooke Canadiens | 4                   | Fredericton Express | 2                  |            |            |  |  |            |                      |            |
|  | N2          |                      |                      |                     | Fredericton Express | 2                  |            |            |  |  |            |                      |            |
|  | N3          | Sherbrooke Canadiens | 4                    |                     |                     |                    |            |            |  |  |            |                      |            |
|  |             |                      |                      |                     |                     |                    |            |            |  |  | N3         | Sherbrooke Canadiens | 4          |
|  |             |                      | S2                   | Baltimore Skipjacks | 2                   |                    |            |            |  |  |            |                      |            |
|  | S1          | Binghamton Whalers   | 4                    |                     |                     |                    |            |            |  |  |            |                      |            |
|  | S4          | Springfield Indians  | 0                    |                     |                     |                    |            |            |  |  |            |                      |            |
|  | S4          | Springfield Indians  | 0                    |                     | S1                  | Binghamton Whalers | 0          |            |  |  |            |                      |            |
|  |             |                      |                      |                     | S1                  | Binghamton Whalers | 0          |            |  |  |            |                      |            |
|  |             | S2                   | Baltimore Skipjacks  | 4                   |                     |                    |            |            |  |  |            |                      |            |
|  | S2          | S2                   | Baltimore Skipjacks  | 4                   | Baltimore Skipjacks | 4                  |            |            |  |  |            |                      |            |
|  | S2          |                      |                      |                     | Baltimore Skipjacks | 4                  |            |            |  |  |            |                      |            |
|  | S3          | Rochester Americans  | 1                    |                     |                     |                    |            |            |  |  |            |                      |            |

## Premi AHL
- Calder Cup: Sherbrooke Canadiens
- F. G. "Teddy" Oke Trophy: Maine Mariners
- John D. Chick Trophy: Binghamton Whalers
- Aldege "Baz" Bastien Memorial Award: Jon Casey (Baltimore Skipjacks)
- Dudley "Red" Garrett Memorial Award: Steve Thomas (St. Catharines Saints)
- Eddie Shore Award: Richie Dunn (Binghamton Whalers)
- Fred T. Hunt Memorial Award: Paul Gardner (Binghamton Whalers)
- Harry "Hap" Holmes Memorial Award: Jon Casey (Baltimore Skipjacks)
- Jack A. Butterfield Trophy: Brian Skrudland (Sherbrooke Canadiens)
- John B. Sollenberger Trophy: Paul Gardner (Binghamton Whalers)
- Les Cunningham Award: Paul Gardner (Binghamton Whalers)
- Louis A. R. Pieri Memorial Award: Bill Dineen (Adirondack Red Wings)

### Vincitori
| Sherbrooke Canadiens | Portieri: Greg Moffett, Paul Pageau, Patrick Roy Difensori: Kent Carlson, Bobby Dollas, Ted Fauss, Gaston Gingras, John Kordic, Mike Lalor, Ric Nattress, Steve Smith, Michel Therrien Attaccanti: Normand Baron, Serge Boisvert, Randy Bucyk, Murray Eaves, Steven Fletcher, Rémi Gagné, Claude Larose, Tom Martin, John Newberry, Paul Pooley, Perry Pooley, Stéphane Richer, Thomas Rundqvist, Brian Skrudland, Jeff Teal Allenatore: Pierre Creamer |

### AHL All-Star Team
First All-Star Team
- Attaccanti: Steve Thomas • Paul Gardner • Pierre Rioux
- Difensori: Richie Dunn • Greg Joly
- Portiere: Jon Casey

Second All-Star Team
- Attaccanti: Glenn Merkosky • Claude Verret • Mike Siltala
- Difensori: Dale Degray • Neil Belland
- Portiere: Sam St. Laurent